# Březské
Březské är en ort i Tjeckien.   Den ligger i regionen Vysočina, i den sydöstra delen av landet, 160 km sydost om huvudstaden Prag. Březské ligger 473 meter över havet och antalet invånare är 225.
Terrängen runt Březské är platt åt sydväst, men åt nordost är den kuperad. Terrängen runt Březské sluttar österut. Runt Březské är det ganska tätbefolkat, med 65 invånare per kvadratkilometer. Närmaste större samhälle är Velká Bíteš, 4,7 km söder om Březské. I omgivningarna runt Březské växer i huvudsak blandskog.